# Катавка
Катавка — упразднённый в 1942 году посёлок, располагавшийся на территории современного Саткинского района Челябинской области России. В 1942 году в месте с посёлками имени ОГПУ и рудника Тяжёлый был объединен в один населенный пункт рабочий посёлок Рудничный. В 1951 году вместе с посёлком Рудничным и рабочим посёлком Бакал был объединен в один населённый пункт город Бакал.

## География
Территория бывшего посёлка образует отдельный внутригородской микрорайон города Бакала, расположенного у подножья хребта Большая Сука, южнее федеральной трассы M5 «Урал».

## История
Образован в 1843 году переселенцами с Катав-Ивановского завода вблизи разрабатываемых Бакальских рудников. Первым поселенцем был Антон Кутузов.
По данным на 1926 год деревня Катавка (Малая Казарма) состояла из 163 хозяйств. В административном отношении входила в состав Рудничного сельсовета Саткинского района Златоустовского округа Уральской области.
Указом ПВС РСФСР от 12 сентября 1942 года посёлки имени ОГПУ, Катавка и рудника Тяжёлый были объединены в посёлок Рудничный.

## Население
По переписи 1926 года в деревне проживало 712 человек, в том числе 331 мужчина и 381 женщина. В национальном отношении русские составляли 100 % населения.

## Известные уроженцы, жители
- Бездельников, Леонид Иванович — машинист экскаватора Бакальского рудоуправления, Герой Социалистического Труда.

## Инфраструктура
Личное подсобное хозяйство с зоной сельскохозяйственного использования, индивидуальная застройка усадебного типа. Вблизи посёлка садовые участки «Черёмушки». Есть сельский клуб.

## Транспорт
Автобусное сообщение. Остановки общественного транспорта: «Посёлок Катавка» и «Улица Ульяны Громовой».